# Ниффенеггер, Одри
Одри Ниффенеггер (англ. Audrey Niffenegger, родилась 13 июня 1963 года) — американская писательница, деятель искусств и университетский преподаватель.

## Биография
Одри Ниффенеггер родилась в 1963 году в городке Саут-Хейвен (англ. South Haven), штат Мичиган. Затем семья перебралась в Эванстон (англ. Evanston), штат Иллинойс. Большую часть своей жизни Одри провела вблизи Чикаго или в самом городе.
Уже в 1978 году она начала делать свои первые шаги в искусстве. Занималась рисунком под покровительством Уильяма Уиммера (англ. William Wimmer). Ниффенеггер училась в Чикагской школе искусств (School of the Art Institute of Chicago). Получила степень Магистра искусств (англ. MFA) в Чикагском университете в 1991 году. С 1987 года её рисунки, картины, литографии и комиксы выставляются и продаются в Чикагской галерее Printworks Gallery.

## Карьера
Первые книги Одри Ниффенеггер были сделаны вручную в количестве 10 штук. Позднее две из них, The Adventuress и The Three Incestuous Sisters, были опубликованы издательством Abrams Books. Последняя рассказывает историю трёх необычных сестёр, которые живут в доме на морском побережье. Книга часто сравнивается с работами Эдварда Гори (англ. Edward Gorey). Рассказ 2004 года Ночной книгомобиль был издан в формате Визуальных Новелл в The Guardian.

### Писатель
В 1997 году у Одри Ниффенеггер появилась идея создания графической новеллы о путешественнике во времени и его жене. Когда она осознала, что эффект постоянного перемещения во времени сложно передать путём неподвижного изображения, Одри решила написать об этом роман. Книга «Жена путешественника во времени» была опубликована в 2003 году независимым издательством MacAdam/Cage. Роман стал бестселлером. Одноимённая экранизация романа с Эриком Бана и Рэйчел Макадамс вышла в прокат в августе 2009 года.
В марте 2009 года Ниффенеггер продала свой второй роман Соразмерный образ мой за 5 миллионов долларов издательству «Charles Scribner's Sons», подразделению Simon & Schuster, после ожесточённого аукциона. Книга была издана 1 октября 2009 года. Местом действия романа является Хайгейтское кладбище в Лондоне, где Ниффенеггер работала экскурсоводом пока собирала материал и писала книгу.

### Преподаватель
В 1994 году книжные иллюстраторы, художники, дизайнеры и издатели основали центр книжного дизайна Columbia College Chicago Center for Book and Paper Arts (рус. Центр Книжного и Полиграфического Искусства при Колумбийском Колледже в Чикаго). Являясь членом этой группы, Ниффенеггер также преподаёт в Колумбийском Колледже на курсе книжного и полиграфического искусства. В настоящее время она преподает предмет, который можно обозначить как «Взаимосвязь текста и изображения» (англ. Text-image relationships). Одри Ниффенеггер читает лекции в Библиотеке Ньюберри (англ. Newberry Library), Школе искусств Пенланд (англ. Penland School of Craft) в иных высших учебных заведениях. Она также является одним из основателей писательской группы Text 3 (T3).
Ниффенеггер также является преподавателем колледжа Лига искусств Северного Шора (англ. North Shore Art League), где ведёт семинары Intermediate & Advanced Printmaking Seminar
Одри входит в совет директоров The Ragdale Foundation, некоммерческой организации, чьей задачей является предоставление места для отдыха и развлечения творческим людям: художникам, писателям, композиторам.

### Графические книги
- Старая дева (1986)
- Аберрант Абекадариум (1986)
- Убийца[6]
- Весна[6]

### Романы
- Жена путешественника во времени (2003)
- Соразмерный образ мой (2009)

### Графические новеллы
- The Three Incestuous Sisters (2005)
- Приключения (2006)

### Небольшие истории
- «Ночной книгомобиль» (2004)
- «Яков Вывяловский и Ангелы» (2004)
- «Благоразумие: Сказка-предостережение о придирчивом поедателе» в книге Ядовитые растения за столом (2006)